# Балгоджиани
Балгоджиани (груз. ბალღოჯიანი) — село в Грузии. Находится в восточной Грузии, в Кварельском муниципалитете края Кахетия. Расположено в Алазанской долине, на высоте 260 м над уровнем моря, на левом берегу реки Аванисхеви, которая в свою очередь впадает в реку Алазани с левой стороны. Балгоджиани от города Кварели располагается в 23 километрах. По результатам переписи 2014 года в селе проживало 719 человек.